# Uszrúsana

Közép-Ázsia tartományai és fő települései a 8. században

Uszrúsana (أسروشنة), más változatban Usrúszana (أشروسنة) kora középkori állam volt Közép-Ázsiában, a mai Üzbegisztán és Tádzsikisztán határvidékén. A selyemút mentén fekvő, iráni nyelvű és kultúrájú terület a muszlimok 7. század közepén kezdődő betöréseitől kezdve 893-ig őrizte meg önállóságát, majd a szamarkandi Számánidák hódításának esett áldozatul. A tartományra vonatkozó információk javarészt 10. századi földrajzi íróktól származnak, ezt követően azonban az önállóságát soha vissza nem nyerő térség neve kikopott a használatból.

## Neve
A tartományra vonatkozó források arab és perzsa nyelven íródtak. Az arab betűs szövegek többnyire Uszrúsana néven említik a területet, de előfordul a csak kis mértékben (pontozás elhelyezésében) eltérő Usrúszana alak is. Egyes perzsa források Surúszana (شروسنه) vagy Szurúsana (سروشنه) néven hivatkoznak rá, de előfordul a Szutrúsana (ستروشنه) változat is, amely kínai forrásokból is ismert. Ez alapján a feltételezett eredeti, helyi neve *Szrósana vagy *Szorusna lehetett.

## Fekvése
Az ókori Szogdia területén, Transzoxánia és a Ferganai-medence között feküdt, így átszelte a Szamarkandot és Hudzsandot (középkori nevén: Hudzsanda) összekötő, valamint a Szamarkandból Taskent (középkori nevén: Sás) felé haladó fontos kereskedelmi és hadi útvonal. Északon a Szir-darja folyam nagy déli kanyarulata, délen pedig Pamír-Alaj hegységrendszerhez tartozó Zarafsán (tádzsikul Zarafson, üzbégül Zarafshon; középkori nevén: Buttam vagy Buttamán) hegyvonulat 5000 méternél is magasabb hegycsúcsai határolták. Területének zöme ma Üzbegisztánhoz tartozik (Szamarkand régió, Szir-darja régió, Taskent régió), keleti része pedig Tádzsikisztán Szugd tartományához.

## Története
A muszlim hódítás előtt Uszrúsana a Szászánida Birodalom fennhatósága alá tartozott. A muszlimok az Omajjád Kalifátus idején, 712–714 folyamán törtek be Horászán felől Kutajba ibn Muszlim helytartó vezetésével, de tartósan nem tudtak berendezkedni. Később, 739-ben Naszr ibn Szajjár helytartó csak részlegesen tudta elismertetni a helyi földbirtokosokkal (dihkánok) a kalifátus fennhatóságát. Az afsín titulust viselő uszrúsanai fejedelem al-Mahdi abbászida kalifa (775–785) előtt névleg meghódolt, de később mind Hárún ar-Rasíd, mind a keleti birodalomfélben őt követő fia, al-Mamún hadjáratokat volt kénytelen indítani a Kávúsz nevű fejedelem ellen. Miután a kalifává váló al-Mamún Mervből Bagdadba települt, az afsín családjában viszály robbant ki, melynek során egy riválisa meggyilkolását követően Kávúsz Hajdar (eredetileg feltehetően Hajdár [Ḫaydār]) nevű fia elmenekült és a kalifánál keresett menedéket (817–820 körül). Hajdar iránymutatását követve 822-ben újra kalifai hadak törtek Uszrúsanára, Kávúsz pedig végleg meghódolt és felvette az iszlámot; Hajdar rivális fivére, Fadl pedig északra menekült, a nomádok közé. Így apja halálát követően, amelynek dátuma egyébként nem ismert, Hajdar vált Uszrúsana fejedelmévé, megörökölve az afsín címet. Hajdar a kalifátus egyik befolyásos politikusává és hadvezérévé vált, különösen al-Mutaszim (833–842) idején. A horászáni Táhiridákkal folytatott hatalmi harc során azonban kegyvesztetté vált és árulás, valamint eretnekség vádjával kivégezték 841-ben.
Halála után továbbra is az afsínok uralkodtak Uszrúsana élén, még pénzt is verettek. Ekkor már az eleinte Táhiridák alárendeltségében, később önállóan Transzoxániát igazgató Számánidák főségét kellett elismerniük. 893-ban a legnagyobb számánida fejedelem, Iszmáíl ibn Ahmad emír (892–907) felszámolta Uszrúsana önállóságát, amelynek még a neve is fokozatosan kikopott a köztudatból. 999-ben a török Karahánidák fennhatósága alá került Transzoxániával és a Ferganai-medencével együtt, ekkortól kezdődött meg a régió részleges eltörökösödése (ma a lakosság zöme üzbég). Az újkorban a buharai és kokandi üzbég kánságok közti, többször gazdát cserélő határövezetbe tartozott. Oroszország 1866-ban hódította meg a régió korabeli központját, Ura-Tyubét (üzbégül O‘ratepa, tádzsikul Úroteppa; 2000 óta az Uszrúsanára utaló Isztaravsan nevet viseli).

## Főbb települései
Uszrúsana uralkodói, illetve helytartói székhelye a forrásokban valószínűleg romlott Bundzsíkasz néven szereplő, eredetileg feltehetően Naumandzskasz vagy Pandzsikasz nevet viselő település volt, amit Vaszilij Vlagyimirovics Barthold az Ura-Tyube (Isztaravsan) közelében lévő, Sahrisztán (tádzsikul Sahriszton) néven ismert romokkal azonosított a 19. század végén. A 10. századi földrajzi leírások szerint a település citadellával, valamint fallal körülvett belső és külső városrésszel rendelkezett, a környékbeli vízforrások pedig öntözhető vizet biztosítottak és malmokat hajtottak meg. A közeli hegyekben, pontosan nem azonosított helyen feküdt Maraszmanda és Mínak/Mánk települése, melyek környékén vasbányák működtek, és az itt előállított vasfegyvereket szerte az iszlám világban nagyra tartották. A számos hegyi erődnek otthont adó környéken aranyat, ezüstöt, szulfátokat és szalmiáksót is termeltek.
A nyugatabbi, síkvidéki részek legfontosabb települései a főbb útvonalak mentén feküdtek. Köztük kiemelt volt a fővárossal vetekedő méretű, hasonlóan termékeny és népes Zámín (ma: Zomin vagy Zaamin, Üzbegisztán) volt, ahol a Sás (a mai Taskent) és Fergana felé vezető utak elágaztak, valamint az ettől keletre, a ferganai út mentén fekvő Szábát (ma: Savat, Üzbegisztán). Uszrúsanai város volt az északnyugati Dízak (ma Jizzax, Üzbegisztán; régebbi nevei: Szúszanda vagy Szarszanda), amelynek vidékén számos, a pogány sztyeppei népek ellen harcoló gázinak otthont adó erőd (ribát) állt.